# Emmanuelle Charpentier
Emmanuelle Marie Charpentier (ur. 11 grudnia 1968 w Juvisy-sur-Orge we Francji) – francuska mikrobiolog, genetyk i biochemik. Laureatka Nagrody Nobla w dziedzinie chemii za 2020 rok. W 2017 otrzymała Pour le Mérite za Naukę i Sztukę.

## Życiorys
W 2011 nawiązała współpracę z Jennifer Doudną, którą poinformowała o odkrytym przez Philippe'a Horvatha i Rodolphe'a Barrangou mechanizmie CRISPR. Opierając się na tym zjawisku, Doudna i Charpentier opracowały metodę CRISPR/Cas, pozwalającą na dokonywanie precyzyjnych zmian w genach. Rezultaty ich badań ukazały się w 2012 roku na łamach czasopisma „Science”.
W latach 2015–2018 była dyrektorem Max-Planck-Institut für Infektionsbiologie w Berlinie. W 2018 r. została dyrektorem zorganizowanego przez siebie Max-Planck-Forschungsstelle für die Wissenschaft der Pathogene, także w Berlinie.
Wspólnie z Jennifer Doudną i Feng Zhangiem była w 2016 laureatką Tang Prize. W 2016 wymieniana była również wśród faworytów do Nagrody Nobla w dziedzinie chemii. Nagrodę Nobla otrzymała w 2020 roku, wspólnie z Jennifer Doudną.